# Bernez Rouz
 (novembre 2022).
Si vous disposez d'ouvrages ou d'articles de référence ou si vous connaissez des sites web de qualité traitant du thème abordé ici, merci de compléter l'article en donnant les références utiles à sa vérifiabilité et en les liant à la section « Notes et références ».
Bernez Rouz (Bernard Le Roux), né le 29 mars 1953 à Ergué-Gabéric (Finistère), est un journaliste et écrivain français de langue bretonne et française.

## Formation
Né dans une famille d’agriculteurs de la région de Quimper, il fait ses études au Lycée Saint-Louis de Châteaulin. Il apprend à lire et à écrire le breton avec le frère Visant Seité. Après avoir obtenu son baccalauréat en 1971, il approfondit sa connaissance du breton à l’Université de Bretagne-Occidentale avec Loeiz Roparz et à l’Université de Rennes II avec Per Denez et Léon Fleuriot. Titulaire d’une licence d’enseignement d’histoire et géographie ainsi que d’une maîtrise en celtique, il enseigne pendant trois ans au collège Saint-Augustin et au lycée Notre-Dame du Mur de Morlaix de 1979 à 1982.

## Journaliste dans l’Audiovisuel-Public
Il intègre Radio France comme journaliste bilingue à Radio Bretagne-Ouest à Quimper en août 1982. Son cas fait évoluer la Convention collective nationale des journalistes qui intègre la notion de journaliste bilingue en langue régionale. Il prend alors le pseudo Bernez Rouz qui est l’équivalent breton de son nom de famille. Parallèlement à son activité de reporter en Basse-Bretagne, il participe à un groupe de travail Du Bureau européen pour les langues moins répandues visant à produire des recommandations pour définir une politique des langues minoritaires dans les médias audiovisuels. Il clôt son parcours à Radio France comme rédacteur en chef de Radio-France Picardie à Amiens en février 1990. En 1992, il rejoint France Télévisions comme grand reporter à Brest. Il devient rédacteur en chef de l’édition locale France 3 Iroise jusqu’en 2007. Il prend ensuite la direction des programmes en langue bretonne de France 3 Bretagne, poste qu’il occupe jusqu’à son départ en retraite en 2014.

## Militant associatif
Passionné par le patrimoine local, Bernez Rouz rejoint en 1978, la Commission extra-municipale de recherches historiques créée par le maire de l’époque Pierre Faucher. La commission crée rapidement un fonds d'archives conséquent sur Ergué-Gabéric, commune périphérique de Quimper (29). Elle met en avant les personnalités de l’historien Guy Autret, du dernier évêque de Léon Jean-François de la Marche, du prêtre celtomane Alain Dumoulin, du paysan bas-breton Jean-Marie Déguignet, de la chanteuse traditionnelle Marjan Mao et de la famille Bolloré propriétaire du moulin à papier d’Odet.
Il crée en 1982 l’association Kerdevot 1989 pour fêter le cinquième centenaire de cette chapelle, véritable « cathédrale de campagne », marquée par 10 évènements culturels et la publication d’un livre sur cette chapelle connue pour son pardon, le troisième en importance de l’évêché de Cornouaille. Il crée l’association Arkae en 1990, une association qui a publié 25 livres sur le passé d’Ergué-Gabéric et de la région de Quimper. De 2015 à 2017, il devient président de Ti ar vro Kemper qui fédère les associations culturelles bretonnes du pays de Quimper. Il organise le départ de la Redadeg 2018 à Quimper. Il invite à cette occasion tous les organisateurs européens des courses pour les langues pour un colloque visant à comparer ces expériences originales pour le financement des actions en langue minoritaire.

## Président du Conseil culturel de Bretagne
En 2017, il est élu président du Conseil culturel de Bretagne et réélu en 2020 après avoir fait voter une profonde réforme du fonctionnement du CCB, dans la droite ligne de la prise en compte des droits culturels. Il crée d’ailleurs une commission sur cette thématique qui est devenu depuis, une priorité de Béatrice Macé, nouvelle vice présidente du conseil régional de Bretagne chargée de la culture et des droits culturels.
Sous sa présidence, le C.C.B publie des études qui font date dans l’histoire de l’institution consultative du Conseil régional de Bretagne, notamment celui sur les liens culturels avec la Loire-Atlantique, sur le numérique et les nouvelles pratiques culturelles en Bretagne, sur les archives privées d’intérêt patrimonial. Le livret donnant des préconisations sur la dénomination des lieux publics publié en 2021 répondait à une préoccupation des élus concernant la mise en cause de certaines personnalités historiques ainsi que la mise en place d’un bilinguisme voire du trilinguisme français-breton-gallo. En 2022, la présentation du rapport sur la transmission de la culture immatérielle met en avant des solutions pour mieux transmettre un savoir-faire ancestral dans les domaines du conte, du chant, de la danse et de la musique traditionnelle.Il quitte la présidence en janvier 2023, après trois mandats, comme le prévoit les statuts du Conseil culturel de Bretagne.

## Écrivain
Après avoir publié des études sur le patrimoine local, Bernez Rouz s’est fait connaitre par l’extraordinaire succès de l’ouvrage Mémoires d’un paysan bas-breton» de son compatriote Jean-Marie Déguignet. Avec l’aide du journaliste Laurent Quevilly, il retrouve ce manuscrit de 40 cahiers. Il en retire les parties dynamiques qui racontent une vie de mendiant qui s’extrait de sa condition pour devenir soldat sous Napoléon III, puis paysan athée, libertaire, rejeté de tous, mort dans le plus grand dénuement en 1905. Le livre tiré à 400 000 exemplaires est le deuxième best-seller breton après Le Cheval d’orgueil de Pierre-Jakez Hélias.
La découverte d’un manuscrit original sur l’affaire Seznec l’emmène à s’intéresser à cette affaire judiciaire vieille d’un siècle. Ayant eu l’autorisation exceptionnelle de consulter le dossier de justice, il publie en 2005 L’affaire Quéméneur-Seznec, enquête sur un mystère aux éditions Apogée de Rennes.
À partir de 2017, il suit de près l’affaire Fañch, le refus par les autorités de reconnaitre le tilde comme signe diacritique légal dans l’état civil français. Dans un livre Fañch, le prénom breton qui fait trembler la République, il produit des arguments montrant la permanence de l’utilisation du tilde ou titre dans les écrits en français depuis le Moyen Âge. Ces arguments seront repris devant la Cour d’Appel de Rennes, statuant que le tilde n’est pas inconnu de la langue française et légalisant donc la forme Fañch comme prénom légal en France.
Il est sollicité par les éditions Casterman pour Corto Maltese le guide de la Bretagne. Il travaille avec Michel Pierre et l'illustrateur Jacques Ferrandez pour ce guide touristique hors-normes qui invite à la découverte des chemins de traverse, et décrypte la Bretagne à travers ses légendes et son histoire.
En 2022, il propose un panorama des textes écrits en breton depuis l’an 800. C’est un choix des chroniques bilingues «Trésor du breton écrit» qu’il publie chaque dimanche dans le journal Ouest-France depuis 2017. Il coordonne aussi un ouvrage collectif en breton sur l'écrivain bretonnant Youenn Drezen, E koun Youenn Drezen ( En souvenir de Y. Drezen).
En 2023, il reprend sa casquette d'historien pour nous faire vivre l'extraordinaire épopée des marins de l'île de Sein, partis rejoindre le général de Gaulle à Londres en juin 1940. À partir d'une multitude de témoignages, il a retracé le parcours de ces Français libres mais aussi le quotidien des habitants de l'île de Sein qui ont subi une occupation pesante des troupes allemandes. Sein, une île de résistances est publié aux éditions des Montagnes noires.

## Publications
- 1977 : Anvioù-lec'h an Erge-Vras, (Les noms de lieux d'Ergué-Gabéric), Emb. Hor Yezh.
- 1980 : Hengoun ar vosenn e Breizh-Izel, (La tradition populaire de la peste en Basse-Bretagne), Emb. Hor Yezh.
- 1980 : La chapelle de Kerdévot, Commission extra-municipale de recherches historiques, Ergué-Gabéric.
- 1987 : La Chapelle de Kerdevot, éd. Jos Le Doare, Châteaulin, 16 p.  (ISBN 2-85543-068-2).
- 2005 : L'affaire Quéméneur-Seznec, éd Apogée, Rennes, 224 p.  (ISBN 2-84398-177-8).
- 2007 : Les noms de lieux d'Ergué-Gabéric, éd. Arkae, Ergué-Gabéric  (ISBN 978-2-9520223-9-2).
- 2011 : Alain Dumoulin, un recteur breton dans la tourmente révolutionnaire, éd. Arkae, Ergué-Gabéric  (ISBN 978-2-917877-06-7).
- 2020 : Fañch, le prénom breton qui fait trembler la République, Éd.des Montagnes noires, Gourin, 130p.  (ISBN 9 791097 073541)
- 2021 : Corto Maltese, Le guide de Bretagne, éd. Casterman, 226p.  (ISBN 978-2-203-22344-8) Avec Michel Pierre, ill. Jacques Ferrandez.

- 2022 : Trésor du breton écrit, éd. des Montagnes noires, Gourin, 240p.  (ISBN 979-10-97073-83-1)

- 2023 : Sein, une île de résistances, éd. des Montagnes noires, Gourin, 240p. (ISBN 9791097073961)

## Œuvres audiovisuelles
- 1982 : Mari-Jan Mao, ur vuhez a vicherourez, 26 min, réalisation Per ar Flao, prod. France 3 Bretagne
- 1992 : Ar Vosenn Nevez (La peste nouvelle), film de Fiction 26 min, réalisation Mikael Treger. Production et diffusion France 3 Bretagne.
- 1995 : Le retour des éoliennes , documentaire, Littoral, 13 min, France 3 Ouest.17/06/1995
- 1996 : L’écrivain qui revient, documentaire sur Alain Robbe-Grillet et la Bretagne, 26 min, Prod. et diffusion France 3 Ouest.
- 1999 : Le démantèlement de la centrale de Brennilis, 13 min, France 3 Ouest.14/11/1999
- 2002 :  Le peintre Yves Tanguy, 6 min, Mag du dimanche, France 3 Ouest, 24/02/2002

## Ouvrages collectifs
- 1989 : Kerdevot à travers les âges, in Kerdevot, livre d'or du cinquième centenaire, association Kerdevot 89, Ergué-Gabéric.
- 1998 : Jean-Marie Déguignet, Préface et édition de Mémoires d'un paysan bas-breton, An Here, Le Relecq Kerhuon.
- 2016 : Histoire du bourg d'Ergué-Gabéric, éd. Arkae, Ergué-Gabéric  (ISBN 978-2-917877-18-0)
- 2018 : Kerdevot, cathédrale de campagne, éd. Arkae  (ISBN 978-2-917877-20-3)
- 2022 : E koun Youenn Drezen ( En souvenir de Youenn Drezen), emb. Al Lanv  (ISBN 978-2-916745-49-7)